# Bludgeoning Angel Dokuro-Chan
 Denne artikel bør gennemlæses af en person med fagkendskab for at sikre den faglige korrekthed.
     ⇒ Tilføjelser fra 2022 ser ud til at være udført med et tastatur uden 'æøå'. Det er søgt rettet. Måske er der rester?

Bludgeoning Angel Dokuro-Chan er en japansk "light novel" skrevet af Masaki Okayu og illustreret af Torishimo. Den handler om en teenagedreng og en dræberengel fra fremtiden, som konstant får ham i problemer og dræber ham voldsomt og gentagne gange, ofte fjernet hans hoved med sin spidskølle ved navn Excalibolg for kun at genoplive ham sekunder senere. Romanerne blev først serieført i Dengeki hp magazine udgivet af MediaWorks. 
Senere blev der skabt en mangaversion, skrevet og illustreret af Mitsune Ouse i serie i Dengeki Comic Gao!. Endelig blev en anime-version tilpasset og sendt i Japan mellem marts og september 2005. En anden anime-serie blev sendt mellem august og november 2007. I slutningen af 2005, et PlayStation 2-spil med titlen Game ni Natta yo! Dokuro-Chan: Kenko Shindan Daisakusen blev udgivet i Japan.

## Baggund
Bludgeoning Angel Dokuro-Chan fortæller historien om den 13-årige ungdomsskoleelev Sakura Kusakabe, som tyve ar ude i fremitden udvikler en teknologi, der far alle kvinder til at holde op med at ældes, efter de er fyldt tolv ar i et forsøg pa at skabe en "Lolicons verden". Men denne handling skaber ved et uheld udødelighed blandt mennesker og støder dermed Gud. Dokuro Mitsukai, et medlem af en orden af snigmordsengle, der kaldes Lulutie, er blevet sendt fra fremitden for at dræbe ham. 
I troen på at Sakura kan forløses, beslutter Dokuro i stedet at holde Sakura så beskæftiget og distraheret, at han aldrig kan udvikle udødelighedsteknologien. Som svar på hendes modvilje mod at fuldføre attentatmissionen bliver Sabato, en anden snigmorder af Lulutie-ordenen, udsendt for at sikre, at Guds mandat bliver udført. Ved at bruge sine feminine lister sammen med sin elektriske stafet som sine foretrukne våben søger Sabato at dræbe Sakura selv, og Dokuro er tvunget til at modsætte sig hende. Ved at gøre det sætter Dokuro sig selv imod Himlens vilje for at beskytte ham.
Ironisk nok udgør hun muligvis selv en større trussel mod hans velbefindende som følge af hendes lunefulde og meget flygtige personlighed. På grund af hendes impulsive natur og overmenneskelige styrke dræber hun ham ofte skødesløst eller ubetænksomt med sin massive spidse kanabo (kølle), Excalibolg, for blot at fortryde det øjeblikke senere og bringe ham tilbage til livet med englekraft akkompagneret af hendes lunefulde personlige sang om "Pipru-piru-piru-pipru-pi". Dette gentagne traume sammen med utallige andre problemer hun forårsager for ham, får Sakura til i sidste ende at stille spørgsmalstegn ved, om hendes "beskyttelse" er det værd og overveje, om det i sidste ende kunne være at foretrække at lade Sabato dræbe ham permanent og sætte en stopper for hans evige elendighed.

## Karakterer
- Sakura Kusakabe: Sakura Kusakabe er en 13-årig gymnasieelev. I det første afsnit vender Sakura hjem fra skole, og han ser en nøgen englemorder ved navn Dokuro Mitsukai, og han bliver knaldet af Dokuro. Sakura var også meget forelsket i Shizuki Minakami, og han går i skole med hende, og i sidste afsnit vil Sakura ikke have, at Zakuro, Dokuros unge søster tager Dokuro tilbage til fremtiden.

- Dokuro Mitsukai: Dokuro Mitsukai er en 12-årig englemorder, der kom fra fremtiden, og hun blev sendt tilbage i tiden for at svigte Sakura Kusakabe. I det første afsnit besluttede Dokuro at gå i skole med Sakura, og han fortæller hende, at hun ikke må smutte(?) nogen i skolen. Hun bærer en kæmpe spidskølle ved navn Excalibolg for at dræbe Sakura Kusakabe med den.
- Sabato Mihashigo: Sabato Mihashigo er en anden 12-årig englemorder, der søger at dræbe Sakura. Hun har en lys gul glorie over hovedet ligesom Dokuro Mitsukai med de to gedehornm på hver side af hovedet. Hun har en elektrisk stafet ved navn "Durandal" til at sætte den på folks nakke.
- Zakuro Mitsukai: er en ni-årig engel og hun er Dokuros unge søster.